# فیلیپ لوئیس ویان
فیلیپ لوئیس ویان (انگلیسی: Philip Vian; ۱۴ ژوئن ۱۸۹۴ – ۲۷ مهٔ ۱۹۶۸) افسر نیروی دریایی پادشاهی بریتانیا بود که در هر دو جنگ جهانی خدمت کرد.
ویان از پایان جنگ جهانی اول در توپخانه دریایی تخصص داشت و چندین سمت به عنوان افسر توپخانه دریافت کرد. در اوایل دهه ۱۹۳۰، فرماندهی یک ناوشکن به نام اکتیو و بعداً چندین ناوگان ناوشکن به او سپرده شد. در این مرحله از دوران کاری خود، در اوایل سال ۱۹۴۰، او فرماندهی نیرویی را بر عهده داشت که ملوانان تجاری بریتانیایی اسیر شده را از کشتی تدارکاتی آلمانی آلتمارک در یوسینگفورد در نروژ که در آن زمان بی‌طرف بود، به زور آزاد کرد و بعداً، ناوگان او نقش فعالی در عملیات نهایی نبردناو آلمانی بیسمارک ایفا کرد.
بخش عمده‌ای از خدمت ویان در جنگ جهانی دوم در مدیترانه بود، جایی که او فرماندهی یک اسکادران رزم‌ناو را بر عهده داشت، از چندین کاروان حیاتی دفاع کرد و پشتیبانی دریایی را در تهاجم متفقین به سیسیل و ایتالیا رهبری کرد. خدمت او در زمان جنگ با فرماندهی بخش هوایی ناوگان اقیانوس آرام بریتانیا به پایان رسید و اقدامات موفقیت‌آمیزی علیه ژاپنی‌ها در سوماترا و غرب اقیانوس آرام انجام داد. پس از جنگ، ویان در بریتانیا، به عنوان فرمانده کل ناوگان دریایی پنجم و فرمانده کل ناوگان داخلی خدمت کرد. او در سال ۱۹۵۲ با درجه دریاسالاری بازنشسته شد، به سمت مدیریت بازرگانی مشغول شد و در سال ۱۹۶۸ در خانه درگذشت.